# Льюис, Майк (баскетболист)
Майкл Дж. «Майк» Льюис (англ. Michael J. "Mike" Lewis; род. 18 марта 1946 года в Мизуле, штат Монтана, США) — американский профессиональный баскетболист, выступавший в Американской баскетбольной ассоциации, отыграв шесть неполных из девяти сезонов её существования.

## Ранние годы
Майкл Льюис родился 18 марта 1946 года в городе Мизула (штат Монтана), где учился в одноимённой средней школе, в которой играл за местную баскетбольную команду.